# Nina Lange
Nina Lange (* 14. Juli 1998 in Bad Oeynhausen) ist eine deutsche Fußballspielerin. Seit dem 1. Juli 2023 ist sie Vertragsspielerin des VfL Bochum.

## Karriere

### Vereine
Die Mittelfeldspielerin Nina Lange begann ihre Karriere beim Bad Oeynhausener Verein SV Eidinghausen-Werste. Über den ebenfalls in Bad Oeynhausen ansässigen Club Rot-Weiß Rehme wechselte Lange in die Jugendabteilung des FSV Gütersloh 2009. Dort spielte sie von 2013 bis 2015 in der B-Juniorinnen-Bundesliga und erreichte sowohl in der Saison 2013/14 als auch in der Saison 2014/15 die Endrunde um die deutsche Meisterschaft. Die Gütersloherinnen scheiterten jeweils im Halbfinale am FC Bayern München bzw. dem 1. FFC Turbine Potsdam. Im Sommer 2015 rückte Lange in die erste Mannschaft der Gütersloherinnen auf und absolvierte ihre ersten Einsätze in der 2. Bundesliga. Da sie nur wenig Einsatzzeit erhielt, wechselte Lange bereits in der Winterpause zum Ligarivalen Herforder SV.
Nach eineinhalb Jahren in Herford ging Nina Lange zum Ligarivalen Arminia Bielefeld, wo sie in der Saison 2017/18 in allen Spielen eingesetzt wurde. Da sie mit der Arminia am Saisonende unglücklich die Qualifikation zur ab 2018 eingleisigen 2. Bundesliga verpasste, wechselte Lange zum Bundesligisten MSV Duisburg. Dort gab sie am 23. September 2018 ihr Bundesligadebüt bei der 0:4-Niederlage des MSV beim FC Bayern München, als sie für Magdalena Richter eingewechselt wurde. Sowohl in der Saison 2018/19 als auch in der Saison 2019/20 konnte sie mit ihrer Mannschaft jeweils mit dem neunten Platz die Klasse halten. Die Saison 2020/21 beendete der MSV Duisburg als Letztplatzierter des Klassements.
Nach dem Abstieg verließ Lange den Verein und schloss sich der in der 2. Bundesliga spielenden Mannschaft von Borussia Bocholt an. Nach einer weiteren Saison in der drittklassigen Regionalliga West und dem erneuten Abstieg ihres Vereins verließ sie auch diesen. Seit der Saison 2023/24 spielt sie für den Drittligisten VfL Bochum.

### Auswahl-/Nationalmannschaft
Als Spielerin der U18-Auswahlmannschaft des FLVW bestritt sie vom 1. bis zum 4. Oktober 2015 vier Spiele im Turnier um den DFB-Länderpokal an der Sportschule Wedau in Duisburg. Für den DFB bestritt Lange im Zeitraum von 2017 bis 2018 ein Länderspiel für die U19- und fünf für die U20-Nationalmannschaft.